# 亞倫子孫
亞倫子孫（英語：Aaronites/Aaronides），指亞倫後人，通常即猶太教祭司（羅馬化：Kohen）。聖經、哈拉卡及猶太傳統中，祭司必出於利未支派的亞倫後代。
会幕時代及聖殿時代，僅由祭司主持五祭。聖殿被毀後，拉比猶太教及卡拉派中，拉比與經典逐漸壓過祭司地位，但祭司仍有一定獨特地位。撒馬利亞社群中，祭司（[kohan] 错误：{{Lang}}：無法辨識代碼 em（帮助））仍是主要的宗教領袖。衣索比亞猶太人雖然稱呼其宗教領袖為祭司（[kahen] 错误：{{Lang}}：無法辨識代碼 em（帮助）），但該職已非由亞倫子孫世襲，而更像拉比猶太教中的拉比。

### 註腳
1. ↑  即柯漢。
2. ↑  出埃及記 4:14；利未記 1:5
3. ↑  Mark Leuchter, Mark Leuchter. . TheTorah.com. TheTorah.com. 2021  [June 29, 2021]. （原始内容存档于2023-10-04）.

### 文獻
- . 香港: 基督教文藝出版社. 2004. ISBN 9789622941106.